# Gidigbo
Le Gidigbo est une forme de lutte (comprenant des coups de tête) pratiquée par les Yorubas à l'ouest du Nigeria.